# Mashkjeza
Mashkjeza es un yacimiento arqueológico de Albania situado cerca del pueblo de Cakran. Se trataba de un asentamiento fortificado cuya construcción se produjo en torno a los siglos VI y V a. C.. Posteriormente, en el siglo IV a. C. el lugar se asocia al poblado ilirio ubicado en Gurezeza. En el siglo X el lugar fue nuevamente fortificado.
Las piezas de cerámica eran, en la primera fase del asentamiento, de fabricación local junto con algunas importaciones jónicas y corintias. Posteriormente se aprecia un aumento de las importaciones procedentes del Ática. 
Las excavaciones arqueológicas fueron dirigidas por Neritan Ceka en 1983.